# Gare de Hiyoshi (Kanagawa)
Ne doit pas être confondu avec la gare de Hiyoshi située à Nantan
La gare de Hiyoshi (日吉駅, Hiyoshi-eki) est une gare ferroviaire de la ville de Yokohama, dans la préfecture de Kanagawa, au Japon. La gare est gérée conjointement par la compagnie Tōkyū et le métro de Yokohama.

## Situation ferroviaire
La gare de Hiyoshi est située au point kilométrique (PK) 13,6 de la ligne Tōkyū Tōyoko. Elle marque le début de la ligne Tōkyū Shin-Yokohama, et la fin de la ligne Tōkyū Meguro et de la ligne verte du métro de Yokohama.

## Histoire
La gare a été inaugurée le 14 février 1926. Le métro y arrive le 30 mars 2008.

## Services aux voyageurs

### Accès et accueil
La gare dispose d'un bâtiment voyageurs, avec guichets, ouvert tous les jours.

### Desserte

#### Tōkyū
- Ligne Shin-Yokohama :
  - voies 1 et 2 : direction Shin-Yokohama (interconnexion avec la ligne Sōtetsu Shin-Yokohama pour Futamatagawa, Shōnandai et Ebina)
- Ligne Tōyoko :
  - voie 1 : direction Yokohama (interconnexion avec la ligne Minatomirai pour Motomachi-Chūkagai)
  - voie 4 : direction Shibuya (interconnexion avec la ligne Fukutoshin pour Kotake-Mukaihara et Wakōshi)
- Ligne Meguro :
  - voie 3 : direction Meguro (interconnexion avec la ligne Namboku pour Akabane-Iwabuchi ou avec la ligne Mita pour Nishi-Takashimadaira)

#### Métro de Yokohama
- Ligne verte :

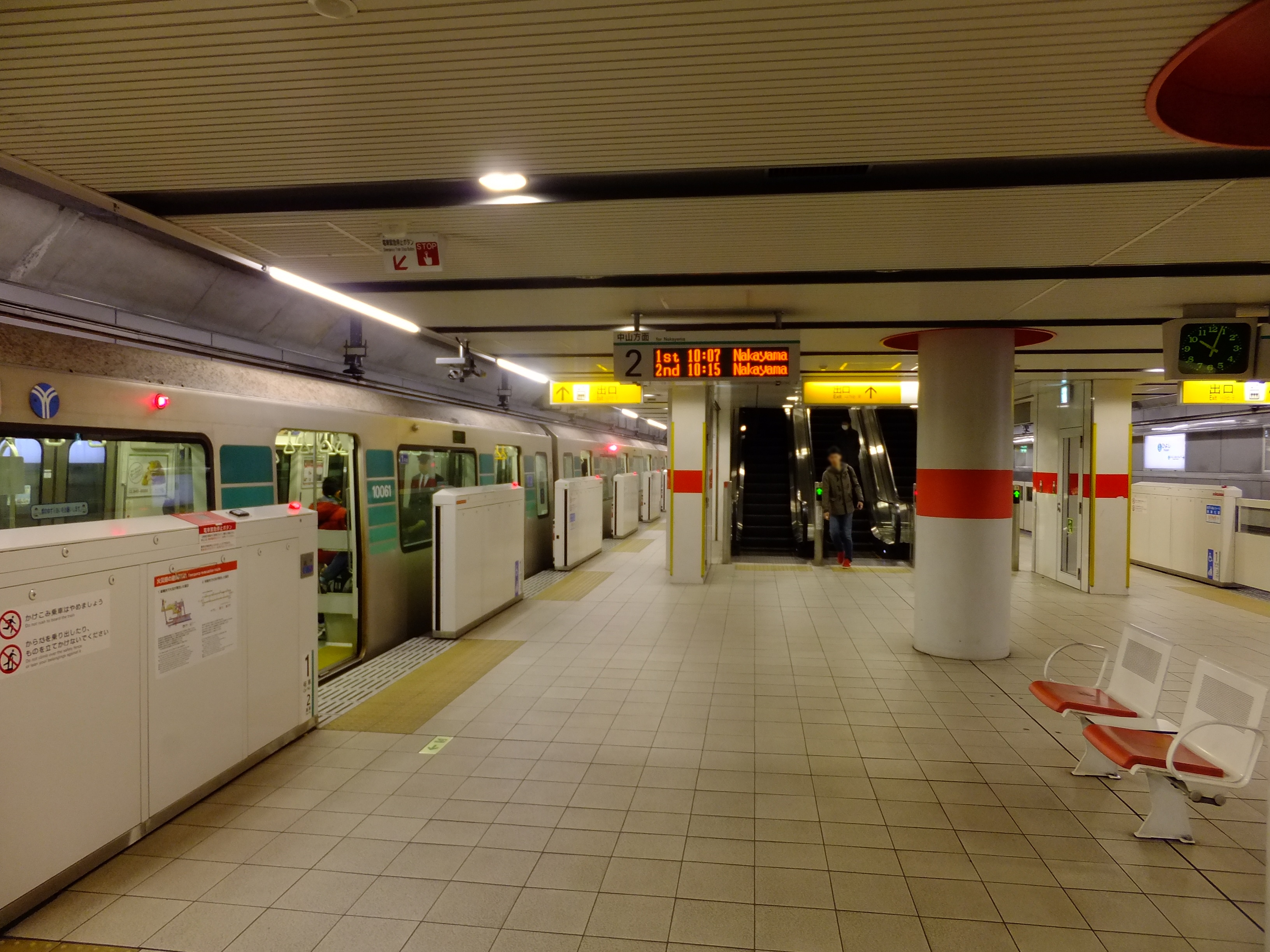
Quai de la station de métro

  - voies 1 et 2 : direction Nakayama